# Sobrerolo
Il sobrerolo è un composto chimico che viene utilizzato come farmaco per l'azione mucolitica che lo caratterizza. Fu scoperto dal chimico italiano Ascanio Sobrero, dal quale trae il nome, come prodotto di ossidazione dei terpeni.

## Farmacodinamica
Il sobrerolo agisce a livello delle secrezioni mucose dell'organismo, andando a scindere il reticolo di legami chimici costituito dalle mucoglicoproteine, rendendo le catene proteiche meno compatte, facilitandone l'idratazione e determinando un aumento del volume delle secrezioni bronchiali. Il muco risulta così meno solido e può essere espulso con la tosse. Oltre alla capacità di idratazione svolta a livello della mucosa delle vie aeree, il sobrerolo si caratterizza anche per incrementare la velocità del battito ciliare dell'epitelio bronchiale e per le modificazioni della componente biochimica del muco stesso.
Questi meccanismi comportano un'azione di fluidificazione che si associa ad un marcato miglioramento della funzionalità respiratoria.

## Farmacocinetica
A seguito di somministrazione per via orale il sobrerolo è rapidamente assorbito dal tratto gastrointestinale. La concentrazione plasmatica massima (Cmax) viene raggiunta entro 1 ora. Nell'organismo il composto si distribuisce rapidamente nei diversi tessuti e già un'ora dopo la somministrazione nel muco bronchiale si possono determinare livelli elevati del farmaco.
Nell'organismo umano sobrerolo viene biotrasformato a carvone oppure può essere coniugato con l'acido glucuronico.
L'emivita plasmatica del sobrerolo è di poco superiore a 2 ore e nel muco bronchiale giunge a 3 ore.
L'eliminazione dall'organismo avviene quasi esclusivamente attraverso l'emuntorio renale sotto forma di farmaco immodificato, sobrerolo glucurono-coniugato, carvone.

## Usi clinici
Il farmaco trova indicazione per il trattamento dei disturbi respiratori che si caratterizzano per una ipersecrezione densa e vischiosa.

## Effetti collaterali e indesiderati
Durante il trattamento con il composto sono stati segnalati disturbi a carico dell'apparato gastrointestinale (perdita di appetito, dispepsia, nausea, gastralgia e vomito) e, molto raramente, ostruzione bronchiale.

## Controindicazioni
Il sobrerolo è controindicato nei soggetti con ipersensibilità nota al principio attivo, a molecole chimicamente correlate oppure ad uno qualsiasi degli eccipienti. Il composto è inoltre controindicato nei bambini con meno di 2 anni di età (in questa fascia di età i mucolitici possono indurre con facilità ostruzione bronchiale a causa di caratteristiche fisiologiche delle vie aeree).

## Dosi terapeutiche
Nei soggetti adulti il dosaggio consigliato è pari a 80–160 mg, due volte al giorno. Nei bambini di età superiore ai due anni il dosaggio è in genere di 80 mg, sempre due volte al giorno, ma in caso di necessità può essere aumentato.

## Gravidanza e allattamento
Nelle donne in stato di gravidanza il profilo di sicurezza di sobrerolo non è stato adeguatamente studiato e dimostrato. Pertanto nelle gravide è bene evitare di somministrare il composto tranne quando, a giudizio del medico, i potenziali benefici attesi superano i rischi possibili. Non è noto se il farmaco sia secreto nel latte materno.